# Freedomways
Freedomways a été le principal journal politique et culturel de la communauté afro-américaine dans les années 1960-1980. Il a paru pour la première fois en 1961 et a cessé de paraître en 1985.

## Histoire
Freedomways a été fondé par Louis Burnham, Edward Strong, W. E. B. Du Bois et Shirley Graham Du Bois. Il a ensuite été édité par Esther Cooper Jackson. L'écrivaine Alice Walker a également fait partie du comité de rédaction pendant un temps.
Freedomways a rendu compte des luttes d'émancipation de l'époque, en particulier celles du mouvement afro-américain des droits civiques. Le journal a par ailleurs contribué à faire connaître au public américain les succès des guerres d'indépendance anticoloniales ainsi que l'essor du mouvement panafricaniste (notamment à travers les articles de John Henrik Clarke). Clairement ancré à gauche, Freedomways se voulait le reflet du radicalisme noir et des luttes sociales de son temps. Il poursuivait les mêmes buts socialistes et internationalistes que son prédécesseur, le journal Freedom (1950-1955).
Dès ses débuts, le monde artistique fut mis à contribution car ses éditeurs voyaient dans les artistes les guides et les accompagnateurs des diverses luttes pour la liberté. Des personnalités importantes du monde intellectuel et politique ont ainsi contribué au rayonnement de Freedomways : les écrivains James Baldwin, Alice Walker, Toni Morrison, Paul Robeson, Nikki Giovanni, Lorraine Hansberry, Derek Walcott et Pablo Neruda ; les artistes visuels Jacob Lawrence, Romare Bearden et Elizabeth Catlett, les leaders et militants politiques Kwame Nkrumah, Julius Nyerere, Claudia Jones, Agostinho Neto, Jomo Kenyatta, et C.L.R James.
En 1965, Freedomways fut le premier journal à prendre position contre la guerre du Vietnam. Freedomways s'est également fait remarquer par son attachement à la cause féministe. Esther Cooper Jackson croyait fermement que les droits et la dignité des femmes noires étaient essentiels à la démocratie américaine et à la liberté des Afro-Américains. De fait, son journal avait la particularité de compter outre une rédactrice en chef, une co-rédactrice en chef en la personne de Shirley Graham Du Bois et une cheffe du service photographique (Margaret Burroughs). Tout au long de son histoire, Freedomways donna la parole aux femmes afro-américaines et s'attacha à décrire les contributions des femmes aux différentes luttes d'émancipation, aux États-Unis et dans les pays du Sud,.